# Renouveau catholique (littérature)

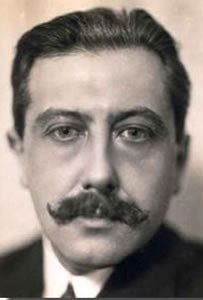
Georges Bernanos (1888-1948)

Renouveau catholique est une notion utilisée surtout en Europe centrale pour désigner la renaissance de principes catholiques dans la littérature à partir du XIXe siècle. Issu de France, le mouvement devient finalement international et indépendant de la langue française.

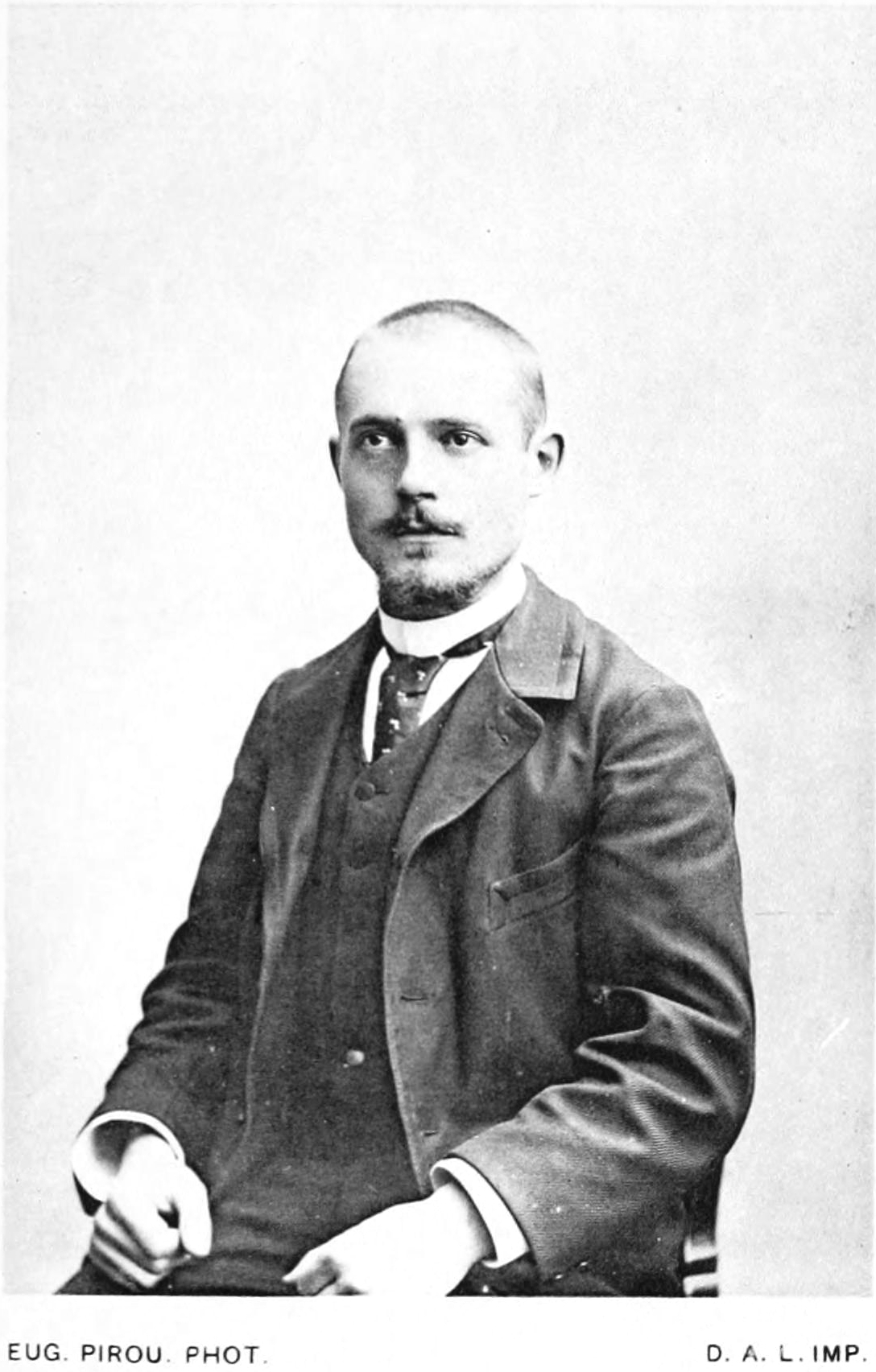
Charles Péguy (1873-1914)

## Arrière-plan
Préparés par des apologies et des récits de François-René de Chateaubriand, Louis de Bonald, Joseph de Maistre, Félicité Robert de Lamennais, Frédéric Ozanam, Charles de Montalembert, Louis Veuillot, Octave Feuillet, Paul Féval, Barbey d'Aurevilly, Ernest Hello, Blanc de Saint-Bonnet, quelques intellectuels furent désespérés par le vide de promesses peu satisfaisantes d'une continuation à jamais des Lumières, du libertinage, du positivisme, du naturalisme.
Pendant les années 1880 le mouvement se mêla de la politique intérieure française en critiquant les hommes politiques séculaires et laïques de la Troisième République. Grâce à la Première Guerre mondiale les différences entre les catholiques et les opposants à l'influence de l'Église diminuèrent. Des restes réactionnaires du mouvement survécurent dans l'idéologie de l'Action française.

## Personnes concernées

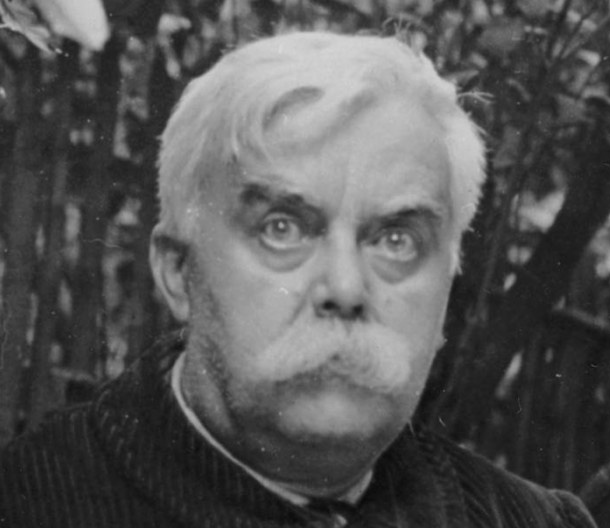
Léon Bloy (1846-1917)

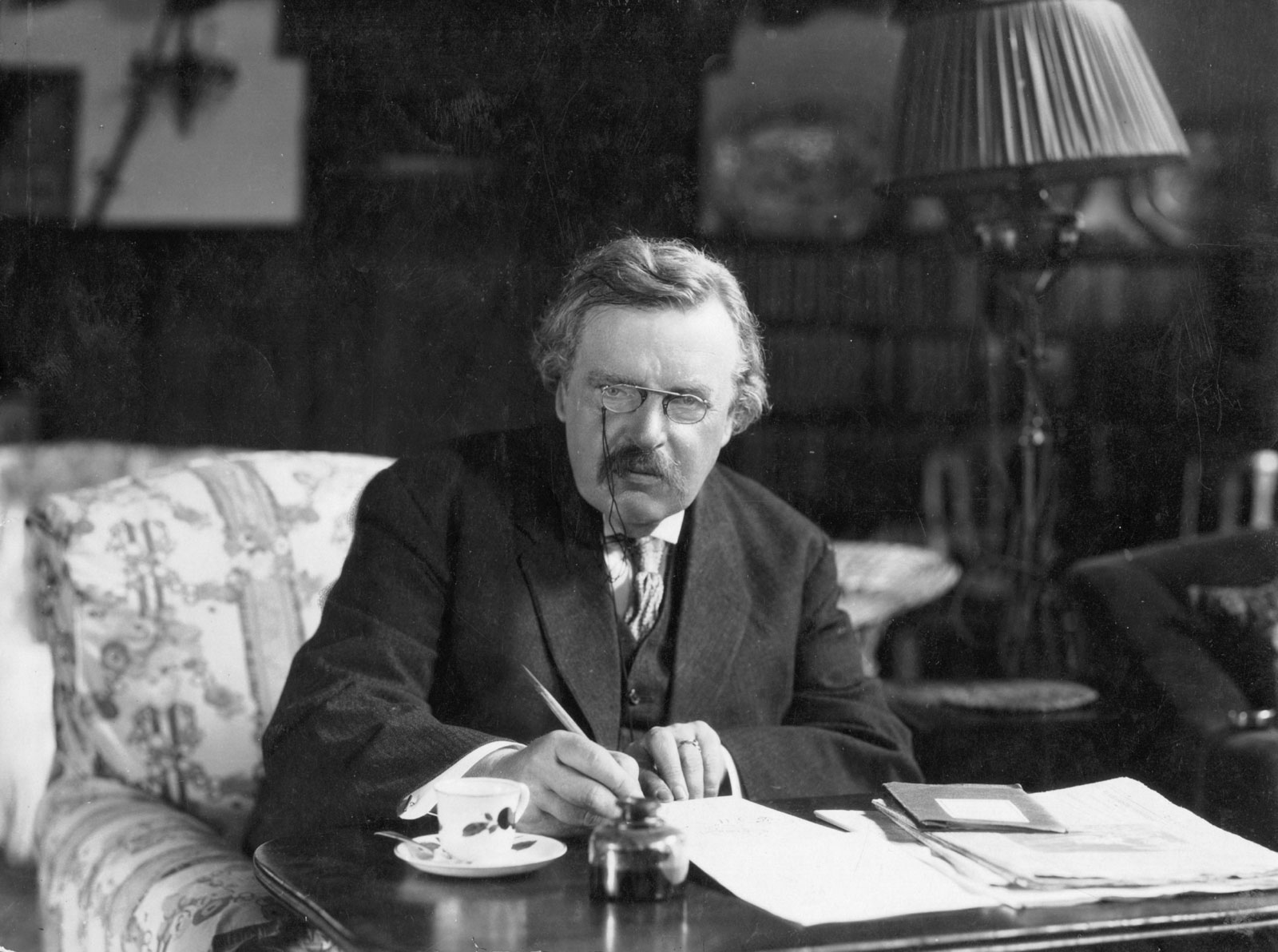
Gilbert Keith Chesterton (1874-1936)

Danemark
- Johannes Jørgensen

France
- Jules Barbey d'Aurevilly
- Georges Bernanos
- Léon Bloy
- Paul Bourget
- Paul Claudel
- Julien Green
- Joris-Karl Huysmans
- Francis Jammes
- François Mauriac
- Charles Péguy
- Jean Cayrol
- Gilbert Cesbron
- Georges Dumesnil
- Luc Estang
- Ernest Hello
- Marcel Jouhandeau
- Paul-André Lesort
- Maxence Van der Meersch
- Jean Montaurier
- Henri Queffélec
- Emmanuel Mounier
- Jacques Maritain
- Joseph Malègue
- Gabriel Marcel
- Henry Bordeaux
- Ernest Psichari
- Georges Rouault
- George Fonsegrive
- Léontine Zanta
- Charles Guérin

Allemagne
- Stefan Andres (de)
- Werner Bergengruen
- Elisabeth Langgässer
- Gertrud von Le Fort
- Heinrich Lützeler
- Reinhold Schneider
- Ruth Schaumann
- Carl Muth
- Theodor Haecker
- Peter Wust
- Romano Guardini
- Michael Brink
- Konrad Weiß
- Friedrich Ritter von Lama
- Friedrich Muckermann
- Conrad von Bolanden
- Dietrich von Hildebrand

Royaume-Uni
- T.S. Eliot
- Clothilde Graves
- Graham Greene
- Bruce Marshall (en)
- Evelyn Waugh
- John Henry Newman
- William Francis Barry
- Robert Hugh Benson
- John Ayscough
- Clotilde Augusta Inez Mary Graves
- Hilaire Belloc
- G. K. Chesterton
- Alice Thomas Ellis
- Gerard Manley Hopkins
- Coventry Patmore
- Francis Thompson

Irlande
- Patrick Augustine Sheehan

Pays-Bas
- Bertus Aafjes
- Godfried Bomans

Norvège
- Sigrid Undset

Autriche
- Gertrud Fussenegger
- Enrica von Handel-Mazzetti
- Franz Werfel
- Richard Kralik
- Carl Domanig
- Franz Xaver Eichert

Pologne
- Władysław Reymont
- Henryk Sienkiewicz

Russie
- Nicolas Berdiaev
- Sergej Bulgakov

Slovénie
- Fran Saleški Finžgar
- Karel Vladimir Truhlar
- France Bevk

Tchéquie
- Jindřich Šimon Baar
- Jakub Deml
- Jan Zahradníček
- Václav Beneš Třebízský
- Josef Florian
- Karel Dostál-Lutinov

## Source
- Engler, Wilfried : Lexikon der französischen Literatur, Verlag Kröner, Stuttgart 1984, p. 803-804.
- Fischer, Cornelia : "Roman catholique", dans Microsoft Encarta 2007 Enzyklopädie, Microsoft Corporation, 2006 (DVD)